# Jasper County, Missouri
Jasper County är ett administrativt område i delstaten Missouri, USA, med 117 404 invånare. Den administrativa huvudorten (county seat) är Carthage.

## Geografi
Enligt United States Census Bureau har countyt en total area på 1 661 km². 1 657 km² av den arean är land och 4 km² är vatten.

### Angränsande countyn
- Barton County - nord
- Dade County - nordost
- Lawrence County - öst
- Newton County - syd
- Cherokee County, Kansas - väst
- Crawford County, Kansas - nordväst

### Orter
- Alba
- Asbury
- Carterville
- Carthage (huvudort)
- Jasper
- Sarcoxie